# Den svenska musikhistorien
Den svenska musikhistorien är en programserie i Sveriges Radio P2 om musiken i Sverige genom tiderna, belyst genom en ingående genomgång av musiker, repertoarer och genrer genom alla epoker från forntiden och framåt.
Programmet har en kronologisk uppläggning, och den första säsongen 2015 behandlade i 32 avsnitt tiden från yngre stenålder fram till år 1800. Serien fortsatte  under 2016 med ytterligare 32 avsnitt som behandlade 1800-talet, och under hösten 2017 och våren 2018 avslutades serien med 42 avsnitt om 1900-talet.
Programledare är musikforskaren Mattias Lundberg och folkmusikern Esmeralda Moberg.
Programserien är Sveriges Radios största musikhistoriska folkbildningssatsning någonsin, och sändes både i kanalens tablå och som poddradio.
Mattias Lundberg fick 2015 Stora radiopriset i kategorin 'Årets rookie' för sitt arbete med radioserien. 2016 nominerades serien till Prix Europa, det europeiska Radio- och TV-priset.

## Avsnitt
| Första säsongen sändes mellan 4 mars och 9 september 2015. 1. Introduktion: Varför rota i gammal musik? 4 mars 2015 2. Bland bronslurar och vinare i forntidens musik 4 mars 2015 3. Fragment och framgent: Våra äldsta musikkällor 4 mars 2015 4. Medeltidens klingande nätverk 4 mars 2015 5. Ora pro nobis: Det rimmade helgonofficiet 4 mars 2015 6. Musikens dygn vecka och år på medeltiden 11 mars 2015 7. Flerstämmighet: Upptäckt eller uppfinning? 18 mars 2015 8. Instängt och utsläppt: Klostrens musiktraditioner 25 mars 2015 9. De papperslösas roll och världslig musik under medeltiden 1 april 2015 10. Provinsen för en musikalisk identitet: Reformationen och musiken 8 april 2015 11. Bröderna Olle och Lasse Petri 15 april 2015 12. Som aporna gör: Kyrkosång på svenska 22 april 2015 13. Sysonkärlek och -hat i Vasakungarnas musik 29 april 2015 14. En saftig dynga: Stiftsstädernas musik 6 maj 2015 15. Provokatörer och smickrare: Tillfällesdiktning och musik 13 maj 2015 16. Mångsträngade lyror: Musik i adelsmannens uppfostran under 1600-talet 20 maj 2015 17. Att umgås med italienare: Geografiska och kulturella musikutbyten 27 maj 2015 18. Ordningens och tuktens musikdokument: Kyrkohandbok och psalmbok under stormaktstiden 3 juni 2015 19. Imperiets musik: Från Lappland till Delaware 10 juni 2015 20. Släkten Düben och det svenska hovkapellet 17 juni 2015 21. Låt ingen härin träda som inte studerat geometri: Musiken vid universiteten under stormaktstiden 24 juni 2015 22. Johan Helmich Roman: En fadersgestalt? 1 juli 2015 23. Arvet efter fader Roman; Sagan om de två kapellen 8 juli 2015 24. Skivor till sköldpaddan: Musik utanför Stockholm under 1700-talet 15 juli 2015 25. Klubbar för inbördes beundran?: 1700-talets lärda musiksällskap 22 juli 2015 26. Sveriges ende riktige organist och hans onyttige son: Far och son Zellbell 29 juli 2015 27. Trenne utländske maestri: Naumann, Vogler och Uttini 5 augusti 2015 28. Vad gör nu en kunglig musikalisk akademi? 12 augusti 2015 29. Polonäser blir polskor: musikalisk ståndscirkulation under 1700-talet 19 augusti 2015 30. Solprästinnor och sängkammareko: 1700-talets operascener 26 augusti 2015 31. Storm och längtan: Joseph Martin Kraus 2 september 2015 32. Movitz, mord och monopol: Den gustavianska musikkulturens egenheter 9 september 2015 Andra säsongen sändes mellan 24 februari och 21 september 2016. 1. Hur långt är egentligen 1800-talet? 24 februari 2016 2. Konsten att spela tyst: Bernhard Crusell 24 februari 2016 3. Löftet som lungsoten lurade: Joachim Nikolas Eggert 24 februari 2016 4. Den besynnerliga släkten Berwald och det svenska hovkapellet 2 mars 2016 5. Mallas fredagar: Salongkulturens musik 9 mars 2016 6. Maniska samlare, musikskatter och en musikalisk process 16 mars 2016 7. "Den utmärktaste och förhoppningsfullaste": Ludvig Norman 23 mars 2016 8. Skapare, geni, upphovsperson: Hur går man och blir genial? 30 mars 2016 9. Musik till avsalu: Nottryck och nothandel under 1800-talet 6 april 2016 10. Svensk folkmusik - ursprunget till Allt. I Södlings värld. 13 april 2016 11. Den medvetet svenska musikens fader: August Söderman 20 april 2016 12. Almqvist och Geijer - finfina grejer 4 maj 2016 13. Allas lärare på gott och ont: Att lära sig komponera på 1800-talet 11 maj 2016 14. Sveriges första massmedium: Skillingtrycksvisor 18 maj 2016 15. Vad är det som är romantiskt med den svenska romantiken? 25 maj 2016 16. Salongernas Zeus: Adolf Fredrik Lindblad 1 juni 2016 17. Svenska pianolejon och lejoninnor: Passy, van Boom, Hall och Thegerström 8 juni 2016 18. Från Göticism via Nationalromantik till folkmusikalisk återfödelse 15 juni 2016 19. Kvinnlig kamp i med- och motvind: Maier, Munktell, Netzel och Aulin 22 juni 2016 20. Den svenska näktergalen och Stina i backen: Jenny Lind och Christina Nilsson 29 juni 2016 21. Mun-mot-mun-musik under 1800-talet 6 juli 2016 22. Amatörer och proffs i ett föränderligt musikliv 13 juli 2016 23. Blåsningar under 1800-talet: Regements- sextetts- och brunnsmusik 20 juli 2016 24. Svensk teater och opera: ett drama i tre akter 27 juli 2016 25. Ett svenskt körunder under luppen: Den framväxande körkulturen 3 augusti 2016 26. "Imponerande, fastän grundfalsk": 1800-talets kyrkomusik 10 augusti 2016 27. Göteborgs gigant: Elfrida Andrée 17 augusti 2016 28. Wagner på svenska? Andreas Hallén 24 augusti 2016 29. Tänk efter först! Wilhelm Stenhammar 31 augusti 2016 30. Logen, läsarmötet och folkets hus: Folkrörelsernas musik 7 september 2016 31. Vad spelade man på? Bygge, försäljning och användning av musikinstrument i Sverige under 1800-talet 14 september 2016 32. När slutade 1800-talet? Kluvna tonsättare 21 september 2016 Tredje säsongen sändes mellan 13 september 2017 och 27 juni 2018. 1. Har musikhistorien en början och ett slut? 13 september 2017 2. Vad finns mellan romantik och modernism? Atterberg, Pergament och Rangström 20 september 2017 3. Folkmusikkommissionen och Zornmärket: Väghyvlar för dagens folkmusikscen 27 september 2017 4. Den respektlöse jonglören: Hugo Alfvén 4 oktober 2017 5. De ungas fostrare: Barn- och skolmusik från Alice Tegnér till Jojje Wadenius 11 oktober 2017 6. Mellankrigstidens underhållningsmusik och jazzens intåg i Sverige 18 oktober 2017 7. Wilhelm Peterson-Berger: Fruktad, aktad, avskydd, älskad 25 oktober 2017 8. "Musik vare sig man vill eller inte": Svenska egenheter i musikinstitutioner och föreningsliv 1 november 2017 9. Spex, varieté och revy: Estradernas ess 8 november 2017 10. Nyklassicismens unkna fräschör: Larsson, Wirén och de Frumerie 15 november 2017 11. Måndagsgruppen och dess motståndare 22 november 2017 12. "Det mörka ljudet": Ljudteknikens och hi-fi-kulturens historia 29 november 2017 13. Radions och medieringens betydelse för musiken 6 december 2017 14. Rock'n'rollens rojalism: Bland Rock-kungar och -drottningar på 50- och 60-talen 13 december 2017 15. Skolgårdens binära identiteter: Mods eller sune, syntare eller hårdrockare? 20 december 2017 16. Konstverket under attack: Högmodernismens martyrer, söndersågade pianon och tribunaler 27 december 2017 17. Schlagerns historia från beredskapstid till melodifestival 3 januari 2018 18. Minoriteternas musik 10 januari 2018 19. Musiken och ljudet i film: En riktig värld på låtsas 17 januari 2018 20. Allan Pettersson: Världsberömd symfonisk särling 24 januari 2018 21. Visans väg från Evert Taube till Sofia Karlsson 31 januari 2018 22. Strofer som sjungits in i svenskens sinnen: Körlyrik under 1900-talet 7 februari 2018 23. Musik som ungdomskultur under 1990-talet: Vem sätter agendan? 14 februari 2018 24. Postmodernister med och mot sin vilja: Sven-David Sandström, Karin Rehnqvist och två generationer eftermodernister 21 februari 2018 25. De stora dragen i populärmusikens 70-, 80- och 90-tal 28 februari 2018 26. Från folkligt nöje till svår konst: Den moderna jazzen 7 mars 2018 27. Hårdrock och metal i Sverige 14 mars 2018 28. Hur är svensk beat beatig, punk punkig, och progg proggig? 21 mars 2018 29. "Ingenjörerna" bakom musiken: de som gjort det möjligt 28 mars 2018 30. Abba: Hantverkets seger över inspirationen? 4 april 2018 31. Guld i strupen; Jussi Björling, Birgit Nilsson och andra storsångare 11 april 2018 32. Synth, New Wave och Electronica 18 april 2018 33. Ikoner som inte får vidröras: Lundell, Kent, Eva Dahlgren, Lasse Stefanz 25 april 2018 34. ”En vilja att anstorma, att infånga sanningar”: Kyrkomusiken under 1900-talet 2 maj 2018 35. Det svenska musikundret: Ett par timmar på lastbilsfabriken? 9 maj 2018 36. Elektronisk och elektroakustisk musik 16 maj 2018 37. "Survival of the fittest": Ted Gärdestad, Magnus Uggla och Nina Persson 23 maj 2018 38. Rhymes på svenska: Hip-hop i Sverige 30 maj 2018 39. Konstmusik 2000: Vem skriver, vem lyssnar? 6 juni 2018 40. Historieskrivning pågår: Vad glöms och vad göms? 13 juni 2018 41. Vad betyder genre, stil och form i 2010-talets populärmusik? 20 juni 2018 42. Coda: Vad har vi gjort med tusentals år av musik egentligen? 27 juni 2018 |